# Dagsås socken
Dagsås socken i Halland ingick i Faurås härad, ingår sedan 1971 i Varbergs kommun och motsvarar från 2016 Dagsås distrikt.
Socknens areal är 19,71 kvadratkilometer, varav 16,40 land. År 2000 fanns här 176 invånare. Kyrkbyn Dagsås med sockenkyrkan Dagsås kyrka ligger i socknen.  

## Administrativ historik
Dagsås socken har medeltida ursprung.
Vid kommunreformen 1862 övergick socknens ansvar för de kyrkliga frågorna till Dagsås församling och för de borgerliga frågorna till Dagsås landskommun. Landskommunen inkorporerades 1952 i Tvååkers landskommun som 1971 uppgick i Varbergs kommun. Församlingen uppgick 2006 i Sibbarp-Dagsås församling.
1 januari 2016 inrättades distriktet Dagsås, med samma omfattning som församlingen hade 1999/2000.  
Socknen har tillhört fögderier och domsagor enligt Faurås härad. De indelta båtsmännen tillhörde Norra Hallands första båtsmanskompani.

## Geografi och natur
Dagsås socken ligger öster om Varberg. Socknen är sjörik kuperad skogsbygd med slättbygd i sydväst.
I Dagsås socken finns bokskog, bland annat i naturreservatet Stora Drängabjär som är ett kommunalt naturreservat. Där finns också flera sjöar som sätter sin prägel på landskapet, de största är Ottersjön som delas med Sibbarps socken, Byasjön som också delas med Sibbarps socken och Skärsjön som förutom med Sibbarps socken delas med Grimetons socken. Berggrunden är i huvudsak röd gnejs, men med en del amfibolit kring Öströö. Landskapet är böljande med ett stort antal kullar med en topphöjd på mellan 60 och 120 meter över havet.
Sätesgårdar var Klevs herrgård, Öströ säteri och Ottersjö säteri.
I Bråtared, Dagsås, strax väster om kyrkan och nära gården Ottersjö, har orienteringsklubben OK Nackhe sin klubbstuga. Namnet härrör från gården 'Nackhälle' och berget Nackhällebjär i området väster om stugan.

## Fornlämningar och historia
Från stenåldern finns boplatser och från järnåldern gravar.
Dagsås gamla kyrka byggdes under 1200-talet, men brann upp 1912 och ersattes av nuvarande kyrka som uppfördes 1914. 

## Namnet
Namnet (1330-talet Daxas) kommer från kyrkbyn. Förleden innehåller dag syftande på solens belysning av platsen. Efterleden är ås, syftande på en höjdsträckning vid kyrkan.

## Befolkningsutveckling
| Befolkningsutvecklingen i Dagsås socken 1810–1990                                                       | Befolkningsutvecklingen i Dagsås socken 1810–1990 | Befolkningsutvecklingen i Dagsås socken 1810–1990 | Befolkningsutvecklingen i Dagsås socken 1810–1990 | Befolkningsutvecklingen i Dagsås socken 1810–1990 |
| --- | ------------------------------------------------- | ------------------------------------------------- | ------------------------------------------------- | ------------------------------------------------- |
| |                                                   |                                                   |                                                   |                                                   |
| År |                                                   |                                                   | Folkmängd                                         |                                                   |
| 1810 | 1810                                              |                                                   | 261                                               |                                                   |
| 1820 | 1820                                              |                                                   | 274                                               |                                                   |
| 1830 | 1830                                              |                                                   | 294                                               |                                                   |
| 1840 | 1840                                              |                                                   | 297                                               |                                                   |
| 1850 | 1850                                              |                                                   | 311                                               |                                                   |
| 1860 | 1860                                              |                                                   | 406                                               |                                                   |
| 1870 | 1870                                              |                                                   | 412                                               |                                                   |
| 1880 | 1880                                              |                                                   | 413                                               |                                                   |
| 1890 | 1890                                              |                                                   | 471                                               |                                                   |
| 1900 | 1900                                              |                                                   | 445                                               |                                                   |
| 1910 | 1910                                              |                                                   | 450                                               |                                                   |
| 1920 | 1920                                              |                                                   | 452                                               |                                                   |
| 1930 | 1930                                              |                                                   | 380                                               |                                                   |
| 1940 | 1940                                              |                                                   | 293                                               |                                                   |
| 1950 | 1950                                              |                                                   | 255                                               |                                                   |
| 1960 | 1960                                              |                                                   | 226                                               |                                                   |
| 1970 | 1970                                              |                                                   | 186                                               |                                                   |
| 1980 | 1980                                              |                                                   | 147                                               |                                                   |
| 1990 | 1990                                              |                                                   | 171                                               |                                                   |
| Anm: Källor: Umeå universitet - Tabellverket 1749-1859, Demografiska databasen, CEDAR, Umeå universitet |                                                   |                                                   |                                                   |                                                   |

## Personer med anknytning till Dagsås
- Ingemund Bengtsson, socialdemokratisk politiker, riksdagens talman 1979-1988
- Mamie Eisenhower, amerikansk presidentfru, vars morfar kom från Dagsås.[16]
- Josua Kjellgren, bruksägare och riksdagsman 1898-1901